# Total War: Attila
Total War: Attila – strategiczna gra turowa z elementami RTS wyprodukowana przez Creative Assembly i wydana przez Segę 17 lutego 2015.

## Rozgrywka
Tak jak w innych częściach serii Total War, gra toczy się na dwóch płaszczyznach. Pierwszą z nich jest rozgrywka na mapie kampanii, tocząca się w czasie turowym. Gracz kieruje w nim wówczas jedną z kilku frakcji (np. wschodnim lub zachodnim Cesarstwem Rzymskim) mając kontrolę nad gospodarką, polityką wewnętrzną, badaniami naukowymi, dyplomacją, wojskiem itd. Kiedy spotykają się dwie armie dochodzi do potyczki. Można się z niej wycofać, przekazać dowodzenie nad nią komputerowi albo samemu ją stoczyć. Bitwy są rozgrywane w czasie rzeczywistym, a w wygrywa ten gracz którego armia pozostanie na polu bitwy. 
Rozgrywka jest podobna do tej z Total War: Rome II, ale wprowadzono kilka nowości, m.in. współczynnik „poczucia wspólnoty” – jeżeli armia jest niezadowolona, albo nie prowadzi żadnych działań wojennych, może się zbuntować i wywołać wojnę domową. Także system rozwoju postaci jest bardziej rozbudowany i przejrzysty. Powrócił też tryb hordy znany z Barbarian Invasion.

## Odbiór gry
Gra spotkała się z pozytywnym odbiorem recenzentów, uzyskując według agregatora Metacritic średnią z ocen wynoszącą 80/100 punktów oraz 79,64% według serwisu GameRankings. Mariusz Klamra z portalu Gry-Online chwalił między innymi klimatyczną rozgrywkę, ogromną mapę kampanii i zróżnicowanie jednostek militarnych, a także sztuczną inteligencję przeciwnika na mapie kampanii, lecz krytykował ją podczas bitew oraz oprawę muzyczną, jego zdaniem poniżej oczekiwań.